# Britney Spears/Diskografie
Diese Diskografie ist eine Übersicht über die musikalischen Werke der US-amerikanischen Popsängerin Britney Spears. Den Quellenangaben und Schallplattenauszeichnungen zufolge hat sie bisher mehr als 174,1 Millionen Tonträger verkauft, davon alleine in ihrer Heimat über 107 Millionen, damit zählt sie zu den Interpretinnen mit den meisten verkauften Tonträgern weltweit. Alleine in Deutschland verkaufte sie bisher über 7,1 Millionen Tonträger und ist somit eine der Interpretinnen mit den meisten verkauften Tonträgern in Deutschland. Ihre erfolgreichste Veröffentlichung ist das Debütalbum … Baby One More Time mit über 30 Millionen verkauften Einheiten. Damit ist es das bisher weltweit erfolgreichste Debütalbum. In Deutschland avancierte die Single Scream & Shout zum Millionenseller, womit sie zu einer der meistverkauften Singles des Landes der 2010er-Jahre zählt.

## Alben

### Studioalben
| Jahr | Titel Musiklabel                          | Höchstplatzierung, Gesamtwochen, AuszeichnungChartplatzierungen (Jahr, Titel, Musiklabel, Platzierungen, Wochen, Auszeichnungen, Anmerkungen) | Höchstplatzierung, Gesamtwochen, AuszeichnungChartplatzierungen (Jahr, Titel, Musiklabel, Platzierungen, Wochen, Auszeichnungen, Anmerkungen) | Höchstplatzierung, Gesamtwochen, AuszeichnungChartplatzierungen (Jahr, Titel, Musiklabel, Platzierungen, Wochen, Auszeichnungen, Anmerkungen) | Höchstplatzierung, Gesamtwochen, AuszeichnungChartplatzierungen (Jahr, Titel, Musiklabel, Platzierungen, Wochen, Auszeichnungen, Anmerkungen) | Höchstplatzierung, Gesamtwochen, AuszeichnungChartplatzierungen (Jahr, Titel, Musiklabel, Platzierungen, Wochen, Auszeichnungen, Anmerkungen) | Anmerkungen                                                   |
| Jahr | Titel Musiklabel                          | DE | AT | CH | UK | US | Anmerkungen                                                   |
| ---- | ----------------------------------------- | --- | --- | --- | --- | --- | ------------------------------------------------------------- |
| 1999 | … Baby One More Time Jive Records (Sony)  | DE1 ×3Dreifachgold · (63 Wo.)DE | AT2 Platin · (44 Wo.)AT | CH1 Platin (Zomba Label Group) + Platin (Jive Records) · (65 Wo.)CH                                                                           | UK2 ×4Vierfachplatin · (103 Wo.)UK | US1 ×4Diamant + Vierfachplatin · (103 Wo.)US                                                                                                  | Erstveröffentlichung: 12. Januar 1999 Verkäufe: + 30.000.000  |
| 2000 | Oops!… I Did It Again Jive Records (Sony) | DE1 ×3Dreifachplatin · (50 Wo.)DE | AT1 ×2Doppelplatin · (47 Wo.)AT | CH1 ×2Doppelplatin · (49 Wo.)CH | UK2 ×3Dreifachplatin · (53 Wo.)UK | US1 Diamant · (84 Wo.)US | Erstveröffentlichung: 15. Mai 2000 Verkäufe: + 20.000.000     |
| 2001 | Britney Jive Records (Sony)               | DE1 Platin · (39 Wo.)DE | AT1 Platin · (46 Wo.)AT | CH1 ×2Doppelplatin · (35 Wo.)CH | UK4 Platin · (42 Wo.)UK | US1 ×4Vierfachplatin · (58 Wo.)US | Erstveröffentlichung: 6. November 2001 Verkäufe: + 7.353.500  |
| 2003 | In the Zone Jive Records (Sony)           | DE2 Platin · (39 Wo.)DE | AT10 Platin · (38 Wo.)AT | CH6 Gold · (39 Wo.)CH | UK13 Platin · (43 Wo.)UK | US1 ×3Dreifachplatin · (45 Wo.)US | Erstveröffentlichung: 16. November 2003 Verkäufe: + 5.102.552 |
| 2007 | Blackout Jive Records (Sony)              | DE10 Gold · (17 Wo.)DE | AT6 (13 Wo.)AT | CH4 (13 Wo.)CH | UK2 Platin · (31 Wo.)UK | US2 ×2Doppelplatin · (34 Wo.)US | Erstveröffentlichung: 25. Oktober 2007 Verkäufe: + 2.995.500  |
| 2008 | Circus Jive Records (Sony)                | DE9 Gold · (20 Wo.)DE | AT9 (15 Wo.)AT | CH1 Gold · (16 Wo.)CH | UK4 Platin · (31 Wo.)UK | US1 ×3Dreifachplatin · (42 Wo.)US | Erstveröffentlichung: 28. November 2008 Verkäufe: + 4.297.000 |
| 2011 | Femme Fatale Jive Records (Sony)          | DE10 (6 Wo.)DE | AT10 (4 Wo.)AT | CH2 (25 Wo.)CH | UK8 Gold · (9 Wo.)UK | US1 Platin · (33 Wo.)US | Erstveröffentlichung: 25. März 2011 Verkäufe: + 1.538.000     |
| 2013 | Britney Jean RCA Records (Sony)           | DE20 (2 Wo.)DE | AT13 (1 Wo.)AT | CH9 (5 Wo.)CH | UK34 (2 Wo.)UK | US4 Gold · (11 Wo.)US | Erstveröffentlichung: 29. November 2013 Verkäufe: + 605.000   |
| 2016 | Glory RCA Records (Sony)                  | DE3 (3 Wo.)DE | AT6 (2 Wo.)AT | CH4 (4 Wo.)CH | UK2 (3 Wo.)UK | US3 (8 Wo.)US | Erstveröffentlichung: 26. August 2016 Verkäufe: + 217.000     |

### Kompilationen
| Jahr | Titel Musiklabel                                                   | Höchstplatzierung, Gesamtwochen, AuszeichnungChartplatzierungen (Jahr, Titel, Musiklabel, Platzierungen, Wochen, Auszeichnungen, Anmerkungen) | Höchstplatzierung, Gesamtwochen, AuszeichnungChartplatzierungen (Jahr, Titel, Musiklabel, Platzierungen, Wochen, Auszeichnungen, Anmerkungen) | Höchstplatzierung, Gesamtwochen, AuszeichnungChartplatzierungen (Jahr, Titel, Musiklabel, Platzierungen, Wochen, Auszeichnungen, Anmerkungen) | Höchstplatzierung, Gesamtwochen, AuszeichnungChartplatzierungen (Jahr, Titel, Musiklabel, Platzierungen, Wochen, Auszeichnungen, Anmerkungen) | Höchstplatzierung, Gesamtwochen, AuszeichnungChartplatzierungen (Jahr, Titel, Musiklabel, Platzierungen, Wochen, Auszeichnungen, Anmerkungen) | Anmerkungen                                                   |
| Jahr | Titel Musiklabel                                                   | DE | AT | CH | UK | US | Anmerkungen                                                   |
| ---- | ------------------------------------------------------------------ | --- | --- | --- | --- | --- | ------------------------------------------------------------- |
| 2004 | Greatest Hits: My Prerogative Jive Records (Sony)                  | DE4 Gold · (20 Wo.)DE | AT4 Gold · (16 Wo.)AT | CH6 Gold · (15 Wo.)CH | UK2 ×3Dreifachplatin · (38 Wo.)UK | US4 Platin · (34 Wo.)US | Erstveröffentlichung: 3. November 2004 Verkäufe: + 4.463.123  |
| 2009 | The Singles Collection Jive Records (Sony)                         | DE80 (1 Wo.)DE | — | CH51 (3 Wo.)CH | UK38 ×2Doppelplatin · (179 Wo.)UK | US22 (13 Wo.)US | Erstveröffentlichung: 10. November 2009 Verkäufe: + 1.420.500 |
| 2012 | Playlist: The Very Best of Britney Spears Legacy Recordings (Sony) | — | — | — | — | US111 (1 Wo.)US | Erstveröffentlichung: 6. November 2012 Verkäufe: + 170.000    |
| 2013 | The Essential Britney Spears Legacy Recordings (Sony)              | — | — | — | UK— SilberUK | US185 (1 Wo.)US | Erstveröffentlichung: 20. August 2013 Verkäufe: + 135.000     |

### Remixalben
| Jahr | Titel Musiklabel                                                  | Höchstplatzierung, Gesamtwochen, AuszeichnungChartplatzierungen (Jahr, Titel, Musiklabel, Platzierungen, Wochen, Auszeichnungen, Anmerkungen) | Höchstplatzierung, Gesamtwochen, AuszeichnungChartplatzierungen (Jahr, Titel, Musiklabel, Platzierungen, Wochen, Auszeichnungen, Anmerkungen) | Höchstplatzierung, Gesamtwochen, AuszeichnungChartplatzierungen (Jahr, Titel, Musiklabel, Platzierungen, Wochen, Auszeichnungen, Anmerkungen) | Höchstplatzierung, Gesamtwochen, AuszeichnungChartplatzierungen (Jahr, Titel, Musiklabel, Platzierungen, Wochen, Auszeichnungen, Anmerkungen) | Höchstplatzierung, Gesamtwochen, AuszeichnungChartplatzierungen (Jahr, Titel, Musiklabel, Platzierungen, Wochen, Auszeichnungen, Anmerkungen) | Anmerkungen                                                 |
| Jahr | Titel Musiklabel                                                  | DE | AT | CH | UK | US | Anmerkungen                                                 |
| ---- | ----------------------------------------------------------------- | --- | --- | --- | --- | --- | ----------------------------------------------------------- |
| 2005 | B in the Mix: The Remixes Jive Records (Sony)                     | — | — | — | — | US134 (1 Wo.)US | Erstveröffentlichung: 22. November 2005 Verkäufe: + 138.000 |
| 2011 | B in the Mix: The Remixes 2 RCA Records (Sony)                    | — | — | — | — | US47 (2 Wo.)US | Erstveröffentlichung: 11. Oktober 2011 Verkäufe: + 30.000   |
| 2020 | Oops! I Did It Again (Remixes & B-Sides) Legacy Recordings (Sony) | — | — | — | — | US165 (1 Wo.)US | Erstveröffentlichung: 26. September 2020                    |

### EPs
| Jahr | Titel Musiklabel                             | Höchstplatzierung, Gesamtwochen, AuszeichnungChartplatzierungen (Jahr, Titel, Musiklabel, Platzierungen, Wochen, Auszeichnungen, Anmerkungen) | Höchstplatzierung, Gesamtwochen, AuszeichnungChartplatzierungen (Jahr, Titel, Musiklabel, Platzierungen, Wochen, Auszeichnungen, Anmerkungen) | Höchstplatzierung, Gesamtwochen, AuszeichnungChartplatzierungen (Jahr, Titel, Musiklabel, Platzierungen, Wochen, Auszeichnungen, Anmerkungen) | Höchstplatzierung, Gesamtwochen, AuszeichnungChartplatzierungen (Jahr, Titel, Musiklabel, Platzierungen, Wochen, Auszeichnungen, Anmerkungen) | Höchstplatzierung, Gesamtwochen, AuszeichnungChartplatzierungen (Jahr, Titel, Musiklabel, Platzierungen, Wochen, Auszeichnungen, Anmerkungen) | Anmerkungen                              |
| Jahr | Titel Musiklabel                             | DE | AT | CH | UK | US | Anmerkungen                              |
| ---- | -------------------------------------------- | --- | --- | --- | --- | --- | ---------------------------------------- |
| 2004 | In The Zone Jive Records (Sony)              | — | — | — | — | — | Erstveröffentlichung: 6. April 2004      |
| 2005 | Britney & Kevin: Chaotic Jive Records (Sony) | — | — | — | — | — | Erstveröffentlichung: 27. September 2005 |
| 2005 | Key Cuts from Remixed Jive Records (Sony)    | — | — | — | — | — | Erstveröffentlichung: September 2005     |

## Singles

### Als Leadmusikerin
| Jahr | Titel Album                                             | Höchstplatzierung, Gesamtwochen, AuszeichnungChartplatzierungen (Jahr, Titel, Album, Platzierungen, Wochen, Auszeichnungen, Anmerkungen) | Höchstplatzierung, Gesamtwochen, AuszeichnungChartplatzierungen (Jahr, Titel, Album, Platzierungen, Wochen, Auszeichnungen, Anmerkungen) | Höchstplatzierung, Gesamtwochen, AuszeichnungChartplatzierungen (Jahr, Titel, Album, Platzierungen, Wochen, Auszeichnungen, Anmerkungen) | Höchstplatzierung, Gesamtwochen, AuszeichnungChartplatzierungen (Jahr, Titel, Album, Platzierungen, Wochen, Auszeichnungen, Anmerkungen) | Höchstplatzierung, Gesamtwochen, AuszeichnungChartplatzierungen (Jahr, Titel, Album, Platzierungen, Wochen, Auszeichnungen, Anmerkungen) | Anmerkungen |
| Jahr | Titel Album                                             | DE | AT | CH | UK | US | Anmerkungen |
| --- | ------------------------------------------------------- | --- | --- | --- | --- | --- | --- |
| 1998 | … Baby One More Time                                    | DE1 ×3Dreifachgold · (22 Wo.)DE | AT1 Platin · (21 Wo.)AT | CH1 Platin · (26 Wo.)CH | UK1 ×4Vierfachplatin · (23 Wo.)UK | US1 ×5Fünffachplatin · (32 Wo.)US | Erstveröffentlichung: 23. Oktober 1998 Verkäufe: + 9.570.000                                                      |
| 1999 | Sometimes … Baby One More Time                          | DE6 (14 Wo.)DE | AT6 (11 Wo.)AT | CH7 (17 Wo.)CH | UK3 Platin · (16 Wo.)UK | US21 Gold · (20 Wo.)US | Erstveröffentlichung: 30. April 1999 Verkäufe: + 1.430.000                                                        |
| 1999 | (You Drive Me) Crazy … Baby One More Time               | DE4 Gold · (17 Wo.)DE | AT10 (17 Wo.)AT | CH4 (24 Wo.)CH | UK5 Gold · (11 Wo.)UK | US10 Platin · (20 Wo.)US | Erstveröffentlichung: 23. August 1999 Verkäufe: + 2.055.000                                                       |
| 1999 | Born to Make You Happy … Baby One More Time             | DE3 Gold · (14 Wo.)DE | AT8 (13 Wo.)AT | CH3 (25 Wo.)CH | UK1 Gold · (16 Wo.)UK | — | Erstveröffentlichung: 6. Dezember 1999 Verkäufe: + 855.000                                                        |
| 1999 | From the Bottom of My Broken Heart … Baby One More Time | — | — | — | — | US14 Platin · (20 Wo.)US | Erstveröffentlichung: 15. Dezember 1999 Verkäufe: + 1.000.000                                                     |
| 2000 | Oops!… I Did It Again                                   | DE2 Gold · (18 Wo.)DE | AT2 Gold · (18 Wo.)AT | CH1 Gold · (28 Wo.)CH | UK1 ×2Doppelplatin · (14 Wo.)UK | US9 ×4Vierfachplatin · (20 Wo.)US | Erstveröffentlichung: 27. März 2000 Verkäufe: + 6.300.000                                                         |
| 2000 | Lucky Oops!… I Did It Again                             | DE1 Gold · (18 Wo.)DE | AT1 Gold · (16 Wo.)AT | CH1 (28 Wo.)CH | UK5 Gold · (11 Wo.)UK | US23 Platin · (11 Wo.)US | Erstveröffentlichung: 1. August 2000 Verkäufe: + 1.850.000                                                        |
| 2000 | Stronger Oops!… I Did It Again                          | DE4 Gold · (14 Wo.)DE | AT4 (17 Wo.)AT | CH6 (21 Wo.)CH | UK7 Gold · (12 Wo.)UK | US11 Platin · (15 Wo.)US | Erstveröffentlichung: 13. November 2000 Verkäufe: + 1.880.000                                                     |
| 2001 | Don’t Let Me Be the Last to Know Oops!… I Did It Again  | DE12 (9 Wo.)DE | AT7 (14 Wo.)AT | CH9 (18 Wo.)CH | UK12 (14 Wo.)UK | — | Erstveröffentlichung: 15. Januar 2001 Verkäufe: + 35.000                                                          |
| 2001 | I’m a Slave 4 U Britney                                 | DE3 (10 Wo.)DE | AT6 (14 Wo.)AT | CH7 (21 Wo.)CH | UK4 Gold · (18 Wo.)UK | US27 Platin · (14 Wo.)US | Erstveröffentlichung: 24. September 2001 Verkäufe: + 1.605.000                                                    |
| 2001 | Overprotected Britney                                   | — | — | — | UK4 Silber · (12 Wo.)UK | US86 Gold · (5 Wo.)US | Erstveröffentlichung: 12. Dezember 2001 Verkäufe: + 1.000.000                                                     |
| 2002 | I’m Not a Girl, Not Yet a Woman Britney                 | DE10 (15 Wo.)DE | AT3 (17 Wo.)AT | CH16 (21 Wo.)CH | UK2 Silber · (11 Wo.)UK | — | Erstveröffentlichung: 18. Februar 2002 Verkäufe: + 235.000                                                        |
| 2002 | I Love Rock ’n’ Roll Britney                            | DE7 (13 Wo.)DE | AT9 (17 Wo.)AT | CH15 (16 Wo.)CH | UK13 (12 Wo.)UK | — | Erstveröffentlichung: 27. Mai 2002 Verkäufe: + 35.000                                                             |
| 2002 | Anticipating Britney                                    | — | — | — | — | — | Erstveröffentlichung: 21. Juni 2002 nur in Frankreich als Single erschienen                                       |
| 2002 | Boys Britney                                            | DE19 (9 Wo.)DE | AT18 (9 Wo.)AT | CH20 (9 Wo.)CH | UK7 (8 Wo.)UK | — | Erstveröffentlichung: 29. Juli 2002 Verkäufe: + 35.000; feat. Pharrell Williams                                   |
| 2003 | Me Against the Music In the Zone                        | DE5 (12 Wo.)DE | AT12 (15 Wo.)AT | CH4 (15 Wo.)CH | UK2 Silber · (15 Wo.)UK | US35 Gold · (13 Wo.)US | Erstveröffentlichung: 14. Oktober 2003 Verkäufe: + 775.000; feat. Madonna                                         |
| 2004 | Toxic In the Zone                                       | DE4 ×3Dreifachgold · (17 Wo.)DE | AT5 (22 Wo.)AT | CH4 (27 Wo.)CH | UK1 ×3Dreifachplatin · (14 Wo.)UK | US9 ×6Sechsfachplatin + Gold (Mastertone) · (20 Wo.)US                                                                                   | Erstveröffentlichung: 13. Januar 2004 Verkäufe: + 9.400.000                                                       |
| 2004 | Everytime In the Zone                                   | DE4 Gold · (19 Wo.)DE | AT4 (22 Wo.)AT | CH6 (28 Wo.)CH | UK1 Platin · (15 Wo.)UK | US15 Platin · (18 Wo.)US | Erstveröffentlichung: 10. Mai 2004 Verkäufe: + 1.985.000                                                          |
| 2004 | Outrageous In the Zone                                  | — | — | — | — | US79 (4 Wo.)US | Erstveröffentlichung: 20. Juli 2004                                                                               |
| 2004 | My Prerogative Greatest Hits: My Prerogative            | DE3 (12 Wo.)DE | AT7 (16 Wo.)AT | CH4 (16 Wo.)CH | UK3 Silber · (16 Wo.)UK | US— GoldUS | Erstveröffentlichung: 21. September 2004 Verkäufe: + 740.000                                                      |
| 2005 | Do Somethin’ Greatest Hits: My Prerogative              | DE18 (9 Wo.)DE | AT21 (11 Wo.)AT | CH11 (19 Wo.)CH | UK6 (10 Wo.)UK | US100 Gold · (1 Wo.)US | Erstveröffentlichung: 14. Februar 2005 Verkäufe: + 535.000                                                        |
| 2005 | Someday (I Will Understand) Britney & Kevin: Chaotic    | DE22 (9 Wo.)DE | AT32 (9 Wo.)AT | CH8 (12 Wo.)CH | — | — | Erstveröffentlichung: 18. August 2005                                                                             |
| 2007 | Gimme More Blackout                                     | DE7 Gold · (12 Wo.)DE | AT8 (17 Wo.)AT | CH4 (21 Wo.)CH | UK3 Platin · (18 Wo.)UK | US3 ×4Vierfachplatin · (20 Wo.)US | Erstveröffentlichung: 24. September 2007 Verkäufe: + 5.010.000                                                    |
| 2007 | Piece of Me Blackout                                    | DE7 Gold · (23 Wo.)DE | AT6 (26 Wo.)AT | CH19 (25 Wo.)CH | UK2 Silber · (29 Wo.)UK | US18 ×2Doppelplatin · (20 Wo.)US | Erstveröffentlichung: 27. November 2007 Verkäufe: + 2.735.000                                                     |
| 2008 | Break the Ice Blackout                                  | DE25 (9 Wo.)DE | AT39 (9 Wo.)AT | CH63 (5 Wo.)CH | UK15 Silber · (17 Wo.)UK | US43 Platin · (17 Wo.)US | Erstveröffentlichung: 4. März 2008 Verkäufe: + 1.207.500                                                          |
| 2008 | Womanizer Circus                                        | DE4 Gold · (16 Wo.)DE | AT4 (21 Wo.)AT | CH2 (27 Wo.)CH | UK3 Platin · (30 Wo.)UK | US1 ×6Sechsfachplatin · (23 Wo.)US | Erstveröffentlichung: 3. Oktober 2008 Verkäufe: + 7.172.313                                                       |
| 2008 | Circus                                                  | DE11 Gold · (11 Wo.)DE | AT14 (13 Wo.)AT | CH19 (18 Wo.)CH | UK13 Platin · (22 Wo.)UK | US3 ×5Fünffachplatin · (22 Wo.)US | Erstveröffentlichung: 2. Dezember 2008 Verkäufe: + 5.835.000                                                      |
| 2009 | If U Seek Amy Circus                                    | DE36 (8 Wo.)DE | AT34 (4 Wo.)AT | CH61 (4 Wo.)CH | UK20 Silber · (12 Wo.)UK | US19 ×2Doppelplatin · (20 Wo.)US | Erstveröffentlichung: 10. März 2009 Verkäufe: + 2.235.000                                                         |
| 2009 | Radar Circus                                            | — | — | — | UK46 (4 Wo.)UK | US88 Platin · (3 Wo.)US | Erstveröffentlichung: 22. Juni 2009 Verkäufe: + 1.000.000                                                         |
| 2009 | 3 The Singles Collection                                | DE18 (9 Wo.)DE | AT17 (11 Wo.)AT | CH8 (15 Wo.)CH | UK7 Silber · (12 Wo.)UK | US1 ×3Dreifachplatin · (20 Wo.)US | Erstveröffentlichung: 2. Oktober 2009 Verkäufe: + 3.964.454                                                       |
| 2011 | Hold It Against Me Femme Fatale                         | DE23 (6 Wo.)DE | AT16 (5 Wo.)AT | CH7 (13 Wo.)CH | UK6 Silber · (13 Wo.)UK | US1 ×2Doppelplatin · (17 Wo.)US | Erstveröffentlichung: 11. Januar 2011 Verkäufe: + 2.387.500                                                       |
| 2011 | Till the World Ends Femme Fatale                        | DE27 (13 Wo.)DE | AT43 (5 Wo.)AT | CH7 Gold · (25 Wo.)CH | UK21 Silber · (14 Wo.)UK | US3 ×4Vierfachplatin · (24 Wo.)US | Erstveröffentlichung: 4. März 2011 Verkäufe: + 4.662.300                                                          |
| 2011 | I Wanna Go Femme Fatale                                 | DE32 (9 Wo.)DE | AT43 (7 Wo.)AT | CH27 (18 Wo.)CH | — | US7 ×2Doppelplatin · (20 Wo.)US | Erstveröffentlichung: 13. Juni 2011 Verkäufe: + 2.158.700                                                         |
| 2011 | Criminal Femme Fatale                                   | — | — | CH33 (11 Wo.)CH | — | US55 Platin · (6 Wo.)US | Erstveröffentlichung: 30. September 2011 Verkäufe: + 1.000.000                                                    |
| 2013 | Ooh La La Music from and Inspired by The Smurfs 2       | DE86 (2 Wo.)DE | — | — | UK72 (1 Wo.)UK | US54 (5 Wo.)US | Erstveröffentlichung: 17. Juni 2013                                                                               |
| 2013 | Work Bitch Britney Jean                                 | DE36 (12 Wo.)DE | AT37 (8 Wo.)AT | CH25 (11 Wo.)CH | UK7 Gold · (5 Wo.)UK | US12 ×2Doppelplatin · (13 Wo.)US | Erstveröffentlichung: 17. September 2013 Verkäufe: + 2.641.700                                                    |
| 2013 | Perfume Britney Jean                                    | DE78 (1 Wo.)DE | AT69 (2 Wo.)AT | CH74 (1 Wo.)CH | — | US76 (6 Wo.)US | Erstveröffentlichung: 4. November 2013                                                                            |
| 2015 | Pretty Girls –                                          | DE88 (1 Wo.)DE | AT74 (1 Wo.)AT | — | UK16 (5 Wo.)UK | US29 Gold · (8 Wo.)US | Erstveröffentlichung: 4. Mai 2015 Verkäufe: + 510.000; mit Iggy Azalea                                            |
| 2016 | Make Me… Glory                                          | DE71 (1 Wo.)DE | AT61 (2 Wo.)AT | CH58 (2 Wo.)CH | UK42 (3 Wo.)UK | US17 Platin · (9 Wo.)US | Erstveröffentlichung: 15. Juli 2016 Verkäufe: + 1.070.000; feat. G-Eazy                                           |
| 2016 | Slumber Party Glory                                     | — | — | — | — | US86 (1 Wo.)US | Erstveröffentlichung: 16. November 2016 feat. Tinashe                                                             |
| 2020 | Mood Ring Glory (2020 Deluxe Edition)                   | — | — | — | — | — | Erstveröffentlichung: 27. Juni 2020                                                                               |
| 2020 | My Only Wish (This Year) Platinum Christmas (Sampler)   | DE21 Gold · (35 Wo.)DE | AT28 (20 Wo.)AT | CH24 (… Wo.)CH | UK59 Gold · (9 Wo.)UK | US— GoldUS | Erstveröffentlichung: 14. November 2020 Charteinstieg in DE 2015, in AT/CH 2017 und UK 2021 Verkäufe: + 1.455.000 |
| 2020 | Swimming in the Stars Glory (2020 Deluxe Edition)       | — | — | — | — | — | Erstveröffentlichung: 2. Dezember 2020                                                                            |
| 2020 | Matches Glory (2020 Deluxe Edition)                     | — | — | — | — | — | Erstveröffentlichung: 18. Dezember 2020 mit Backstreet Boys                                                       |
| 2022 | Hold Me Closer –                                        | DE31 (17 Wo.)DE | AT23 Platin · (15 Wo.)AT | CH7 Gold · (18 Wo.)CH | UK3 Platin · (13 Wo.)UK | US6 Platin · (20 Wo.)US | Erstveröffentlichung: 26. August 2022 Verkäufe: + 2.255.000; mit Elton John                                       |
| Folgende Lieder erschienen nicht als Single, wurden aber durch das Album zum Download und Streaming bereitgestellt und konnten somit eine Platzierung erlangen: |                                                         | | | | | | |
| |                                                         | | | | | | |
| 2008 | Shattered Glass Circus                                  | — | — | — | — | US70 (1 Wo.)US | Charteinstieg: 20. Dezember 2008                                                                                  |

### Als Gastmusikerin
| Jahr | Titel Album               | Höchstplatzierung, Gesamtwochen, AuszeichnungChartplatzierungen (Jahr, Titel, Album, Platzierungen, Wochen, Auszeichnungen, Anmerkungen) | Höchstplatzierung, Gesamtwochen, AuszeichnungChartplatzierungen (Jahr, Titel, Album, Platzierungen, Wochen, Auszeichnungen, Anmerkungen) | Höchstplatzierung, Gesamtwochen, AuszeichnungChartplatzierungen (Jahr, Titel, Album, Platzierungen, Wochen, Auszeichnungen, Anmerkungen) | Höchstplatzierung, Gesamtwochen, AuszeichnungChartplatzierungen (Jahr, Titel, Album, Platzierungen, Wochen, Auszeichnungen, Anmerkungen) | Höchstplatzierung, Gesamtwochen, AuszeichnungChartplatzierungen (Jahr, Titel, Album, Platzierungen, Wochen, Auszeichnungen, Anmerkungen) | Anmerkungen                                                                                 |
| Jahr | Titel Album               | DE | AT | CH | UK | US | Anmerkungen                                                                                 |
| ---- | ------------------------- | --- | --- | --- | --- | --- | ------------------------------------------------------------------------------------------- |
| 2001 | What’s Going On           | DE35 (9 Wo.)DE | — | — | UK6 (17 Wo.)UK | US27 (18 Wo.)US | Erstveröffentlichung: 30. Oktober 2001 mit Artists Against AIDS Worldwide                   |
| 2012 | Scream & Shout #willpower | DE1 ×4Vierfachplatin · (51 Wo.)DE | AT1 Platin · (40 Wo.)AT | CH1 ×2Doppelplatin · (43 Wo.)CH | UK1 ×2Doppelplatin · (35 Wo.)UK | US3 ×3Dreifachplatin · (24 Wo.)US | Erstveröffentlichung: 20. November 2012 Verkäufe: 8.100.000; will.i.am feat. Britney Spears |
| 2023 | Mind Your Business –      | — | — | — | — | — | Erstveröffentlichung: 21. Juli 2023 will.i.am mit Britney Spears                            |

## Videoalben & Musikvideos

### Videoalben
| Jahr | Titel Musiklabel                           | Höchstplatzierung, Gesamtwochen, AuszeichnungChartplatzierungen (Jahr, Titel, Musiklabel, Platzierungen, Wochen, Auszeichnungen, Anmerkungen) | Höchstplatzierung, Gesamtwochen, AuszeichnungChartplatzierungen (Jahr, Titel, Musiklabel, Platzierungen, Wochen, Auszeichnungen, Anmerkungen) | Höchstplatzierung, Gesamtwochen, AuszeichnungChartplatzierungen (Jahr, Titel, Musiklabel, Platzierungen, Wochen, Auszeichnungen, Anmerkungen) | Höchstplatzierung, Gesamtwochen, AuszeichnungChartplatzierungen (Jahr, Titel, Musiklabel, Platzierungen, Wochen, Auszeichnungen, Anmerkungen) | Höchstplatzierung, Gesamtwochen, AuszeichnungChartplatzierungen (Jahr, Titel, Musiklabel, Platzierungen, Wochen, Auszeichnungen, Anmerkungen) | Anmerkungen                                                 |
| Jahr | Titel Musiklabel                           | DE | AT | CH | UK | US | Anmerkungen                                                 |
| ---- | ------------------------------------------ | --- | --- | --- | --- | --- | ----------------------------------------------------------- |
| 1999 | Time Out with Britney Spears               | DE— GoldDE | — | — | UK6 Gold · (53 Wo.)UK | US— ×3DreifachplatinUS | Erstveröffentlichung: 21. Dezember 1999 Verkäufe: + 390.000 |
| 2000 | Live and More!                             | DE— GoldDE | — | — | UK2 Platin · (45 Wo.)UK | US— ×3DreifachplatinUS | Erstveröffentlichung: 21. November 2000 Verkäufe: + 395.000 |
| 2001 | Britney: The Videos                        | — | — | — | UK9 Gold · (32 Wo.)UK | US— ×2DoppelplatinUS | Erstveröffentlichung: 20. November 2001 Verkäufe: + 245.000 |
| 2002 | Live from Las Vegas                        | — | — | — | UK2 Gold · (28 Wo.)UK | US— ×2DoppelplatinUS | Erstveröffentlichung: 12. Februar 2002 Verkäufe: + 280.000  |
| 2002 | Not a Girl – Crossroads                    | — | — | — | — | — | Erstveröffentlichung: 28. Oktober 2002                      |
| 2004 | Britney Spears: In the Zone                | — | — | — | UK2 Gold · (21 Wo.)UK | US— PlatinUS | Erstveröffentlichung: 6. April 2004 Verkäufe: + 177.500     |
| 2004 | Greatest Hits: My Prerogative              | — | — | — | — | US— ×2DoppelplatinUS | Erstveröffentlichung: 9. November 2004 Verkäufe: + 379.000  |
| 2005 | Britney & Kevin: Chaotic                   | — | — | — | UK23 (1 Wo.)UK | — | Erstveröffentlichung: 27. September 2005                    |
| 2009 | Britney: For the Record                    | — | — | — | UK6 (6 Wo.)UK | — | Erstveröffentlichung: 7. April 2009                         |
| 2011 | Britney Spears Live: The Femme Fatale Tour | — | — | CH7 (1 Wo.)CH | UK22 (10 Wo.)UK | US2 Platin · (1 Wo.)US | Erstveröffentlichung: 2. Dezember 2011 Verkäufe: + 117.500  |

### Musikvideos
| Jahr | Titel                                                                                | Album                         | Regie                           |
| ---- | ------------------------------------------------------------------------------------ | ----------------------------- | ------------------------------- |
| 1998 | … Baby One More Time                                                                 | … Baby One More Time          | Nigel Dick                      |
| 1999 | Sometimes                                                                            | … Baby One More Time          | Nigel Dick                      |
| 1999 | (You Drive Me) Crazy                                                                 | … Baby One More Time          | Nigel Dick                      |
| 1999 | Born to Make You Happy                                                               | … Baby One More Time          | Bille Woodruff                  |
| 1999 | From the Bottom of My Broken Heart                                                   | … Baby One More Time          | Gregory Dark                    |
| 2000 | Oops!… I Did It Again                                                                | Oops!… I Did It Again         | Nigel Dick                      |
| 2000 | Lucky                                                                                | Oops!… I Did It Again         | Dave Meyers                     |
| 2000 | Stronger                                                                             | Oops!… I Did It Again         | Joseph Kahn                     |
| 2001 | Don’t Let Me Be the Last to Know                                                     | Oops!… I Did It Again         | Herbert Ritts                   |
| 2001 | I’m a Slave 4 U                                                                      | Britney                       | Francis Lawrence                |
| 2001 | Overprotected                                                                        | Britney                       | Bille Woodruff                  |
| 2001 | I’m Not a Girl, Not Yet a Woman (2 Versionen)                                        | Britney                       | Wayne Isham                     |
| 2002 | Overprotected (Darkchild Remix Edit)                                                 | Britney                       | Chris Applebau                  |
| 2002 | Boys                                                                                 | Britney                       | Dave Meyers                     |
| 2002 | I Love Rock ’n’ Roll                                                                 | Britney                       | Chris Applebau                  |
| 2003 | Me Against the Music (feat. Madonna)                                                 | In the Zone                   | Paul Hunter                     |
| 2004 | Toxic                                                                                | In the Zone                   | Joseph Kahn                     |
| 2004 | Everytime                                                                            | In the Zone                   | David Lachapelle                |
| 2004 | Outrageous                                                                           | In the Zone                   | Dave Meyers                     |
| 2004 | My Prerogative                                                                       | Greatest Hits: My Prerogative | Jake Nava                       |
| 2005 | Do Somethin’                                                                         | Greatest Hits: My Prerogative | Bille Woodruff & Britney Spears |
| 2005 | Someday (I Will Understand)                                                          | Britney & Kevin: Chaotic      | Michael Haussman                |
| 2007 | Gimme More                                                                           | Blackout                      | Jake Safety                     |
| 2007 | Piece of Me                                                                          | Blackout                      | Wayne Isham                     |
| 2008 | Break the Ice                                                                        | Blackout                      | Robert Hales                    |
| 2008 | Womanizer                                                                            | Circus                        | Joseph Kahn                     |
| 2008 | Circus                                                                               | Circus                        | Francis Lawrence                |
| 2009 | If U Seek Amy                                                                        | Circus                        | Jake Nava                       |
| 2009 | Kill the Lights                                                                      | Circus                        | Pony                            |
| 2009 | Radar                                                                                | Circus                        | Dave Meyers                     |
| 2009 | 3                                                                                    | The Singles Collection        | Diane Martel                    |
| 2011 | Hold It Against Me                                                                   | Femme Fatale                  | Jonas Åkerlund                  |
| 2011 | Till the World Ends                                                                  | Femme Fatale                  | Ray Kay                         |
| 2011 | I Wanna Go                                                                           | Femme Fatale                  | Chris Marrs Piliero             |
| 2011 | Criminal                                                                             | Femme Fatale                  | Chris Marrs Piliero             |
| 2012 | Scream & Shout (feat. will.i.am)                                                     | #willpower                    | Ben Mor                         |
| 2013 | Scream & Shout (Hit-Boy Remix) (feat. Hit-Boy, Waka Flocka Flame, Lil Wayne & Diddy) | #willpower                    | Ben Mor                         |
| 2013 | Ooh La La                                                                            | Die Schlümpfe 2 (O.S.T.)      | Marc Klasfeld                   |
| 2013 | Work Bitch                                                                           | Britney Jean                  | Ben Mor                         |
| 2013 | Perfume                                                                              | Britney Jean                  | Joseph Kahn                     |
| 2015 | Pretty Girls                                                                         | N/A                           | Cameron Duddy & Iggy Azalea     |
| 2016 | Make Me…                                                                             | Glory                         | Randee St. Nicholas             |
| 2016 | Slumber Party                                                                        | Glory                         |                                 |

## Boxsets
- 2005: 2CD: In the Zone / Britney
- 2010: 2CD: Circus / Blackout

## Promoveröffentlichungen
Promo-Singles
- 2000: When Your Eyes Say It
- 2001: Right Now (Taste the Victory)
- 2003: I've Just Begun (Having My Fun)
- 2005: And Then We Kiss
- 2014: Tik Tik Boom (feat. T.I.)
- 2016: Private Show
- 2016: Clumsy
- 2016: Do You Wanna Come Over?
- 2022: Toxic Pony (mit Altégo and Ginuwine)

## Sonderveröffentlichungen
Gastbeiträge
- 1998: I Will Still Love You (mit Don Phillip)
- 1999: Luv the Hurt Away (mit Full Force)
- 2001: What It’s Like to Be Me (von Justin Timberlake)
- 2003: (I Got That) Boom Boom (mit Ying Yang Twins)
- 2003: Outrageous (mit R. Kelly)
- 2007: Crazy (mit Kevin Federline)
- 2007: Gimme More (The „Kimme More“ Remix, mit Lil’ Kim)
- 2007: Get Naked (I Got a Plan) (mit Danja)
- 2007: Why Should I Be Sad (mit Pharrell)
- 2008: Break the Ice (Urban Cyborg Mix, mit Fabolous)
- 2011: Big Fat Bass (mit will.i.am)
- 2011: S&M (Remix, mit Rihanna, US: Gold)
- 2011: Till the World Ends (Remix, mit Ke$ha & Nicki Minaj)

## Statistik

### Chartauswertung
|                     | DE     | AT     | CH     | UK     | US     |
| ------------------- | ------ | ------ | ------ | ------ | ------ |
| Nummer-eins-Alben   | DE3DE  | AT2AT  | CH3CH  | UK—UK  | US6US  |
| Top-10-Alben        | DE9DE  | AT9AT  | CH10CH | UK8UK  | US10US |
| Alben in den Charts | DE11DE | AT10AT | CH11CH | UK11UK | US16US |

|                       | DE     | AT     | CH     | UK     | US     |
| --------------------- | ------ | ------ | ------ | ------ | ------ |
| Nummer-eins-Singles   | DE3DE  | AT3AT  | CH4CH  | UK6UK  | US5US  |
| Top-10-Singles        | DE18DE | AT18AT | CH21CH | UK24UK | US14US |
| Singles in den Charts | DE37DE | AT35AT | CH35CH | UK36UK | US37US |

|                          | DE    | AT    | CH    | UK    | US    |
| ------------------------ | ----- | ----- | ----- | ----- | ----- |
| Nummer-eins-Videoalben   | DE—DE | AT—AT | CH—CH | UK—UK | US—US |
| Top-10-Videoalben        | DE—DE | AT—AT | CH1CH | UK6UK | US1US |
| Videoalben in den Charts | DE—DE | AT—AT | CH1CH | UK8UK | US1US |

### Auszeichnungen für Musikverkäufe
| Land/RegionAuszeichnungen für Musikverkäufe (Land/Region, Auszeichnungen, Verkäufe, Quellen) | Silber       | Gold         | Platin         | Diamant     | Verkäufe     | Quellen                                                         |
| -------------------------------------------------------------------------------------------- | ------------ | ------------ | -------------- | ----------- | ------------ | --------------------------------------------------------------- |
| Argentinien (CAPIF)                                                                          | —            | 2× Gold2     | 8× Platin8     | —           | 428.000      | capif.org.ar AR2                                                |
| Australien (ARIA)                                                                            | —            | 19× Gold19   | 40× Platin40   | —           | 3.225.000    | aria.com.au                                                     |
| Belgien (BRMA)                                                                               | —            | 11× Gold11   | 16× Platin16   | —           | 965.000      | ultratop.be                                                     |
| Brasilien (PMB)                                                                              | —            | 10× Gold10   | —              | Diamant1    | 685.000      | pro-musicabr.org.br                                             |
| Dänemark (IFPI)                                                                              | —            | 10× Gold10   | 24× Platin24   | —           | 1.035.000    | ifpi.dk                                                         |
| Deutschland (BVMI)                                                                           | —            | 19× Gold19   | 12× Platin12   | —           | 7.150.000    | musikindustrie.de                                               |
| Europa (IFPI)                                                                                | —            | —            | 12× Platin12   | —           | (12.000.000) | ifpi.org (Memento vom 1. Januar 2014 im Internet Archive)       |
| Finnland (IFPI)                                                                              | —            | 4× Gold4     | 2× Platin2     | —           | 181.110      | ifpi.fi FI2                                                     |
| Frankreich (SNEP)                                                                            | 7× Silber7   | 10× Gold10   | 12× Platin12   | —           | 4.313.800    | infodisc.fr snepmusique.com                                     |
| Golf-Kooperationsrat (IFPI)                                                                  | —            | Gold1        | —              | —           | 3.000        | ifpi.org                                                        |
| Griechenland (IFPI)                                                                          | —            | 3× Gold3     | —              | —           | 25.000       | Einzelnachweise                                                 |
| Irland (IRMA)                                                                                | —            | Gold1        | 2× Platin2     | —           | 37.500       | irishcharts.ie                                                  |
| Italien (FIMI)                                                                               | —            | 5× Gold5     | 8× Platin8     | —           | 640.000      | fimi.it                                                         |
| Japan (RIAJ)                                                                                 | —            | 5× Gold5     | 7× Platin7     | —           | 2.000.000    | riaj.or.jp JP2                                                  |
| Kanada (MC)                                                                                  | —            | 7× Gold7     | 37× Platin37   | Diamant1    | 4.246.000    | musiccanada.com                                                 |
| Mexiko (AMPROFON)                                                                            | —            | 13× Gold13   | 7× Platin7     | —           | 1.295.000    | amprofon.com.mx                                                 |
| Neuseeland (RMNZ)                                                                            | —            | 14× Gold14   | 21× Platin21   | —           | 542.500      | aotearoamusiccharts.co.nz NZ2 NZ3                               |
| Niederlande (NVPI)                                                                           | —            | 3× Gold3     | 6× Platin6     | —           | 595.000      | nvpi.nl                                                         |
| Norwegen (IFPI)                                                                              | —            | 5× Gold5     | 6× Platin6     | —           | 215.000      | ifpi.no (Memento vom 5. November 2012 im Internet Archive)      |
| Österreich (IFPI)                                                                            | —            | 3× Gold3     | 8× Platin8     | —           | 405.000      | ifpi.at                                                         |
| Polen (ZPAV)                                                                                 | —            | 3× Gold3     | 5× Platin5     | —           | 320.000      | olis.pl                                                         |
| Portugal (AFP)                                                                               | Silber1      | 4× Gold4     | 4× Platin4     | —           | 166.000      | Einzelnachweise                                                 |
| Russland (NFPF)                                                                              | —            | —            | 10× Platin10   | —           | 200.000      | 2m-online.ru (Memento vom 15. Februar 2009 im Internet Archive) |
| Schweden (IFPI)                                                                              | —            | 11× Gold11   | 18× Platin18   | —           | 975.000      | sverigetopplistan.se                                            |
| Schweiz (IFPI)                                                                               | —            | 6× Gold6     | 8× Platin8     | —           | 440.000      | hitparade.ch                                                    |
| Singapur (RIAS)                                                                              | —            | 2× Gold2     | —              | —           | 10.000       | Einzelnachweise                                                 |
| Spanien (Promusicae)                                                                         | —            | 4× Gold4     | 11× Platin11   | —           | 1.050.000    | elportaldemusica.es ES2 ES3                                     |
| Südafrika (RISA)                                                                             | —            | —            | Platin1        | —           | 50.000       | mi2n.com                                                        |
| Südkorea (KMCA)                                                                              | —            | Gold1        | —              | —           | 621.754      | Einzelnachweise                                                 |
| Tschechien (IFPI)                                                                            | —            | Gold1        | —              | —           | 13.000       | Einzelnachweise                                                 |
| Ungarn (MAHASZ)                                                                              | —            | 6× Gold6     | —              | —           | 61.000       | slagerlistak.hu                                                 |
| Uruguay (CUD)                                                                                | —            | —            | Platin1        | —           | 6.000        | cudisco.org (Memento vom 9. Dezember 2004 im Internet Archive)  |
| Venezuela (APFV)                                                                             | —            | Gold1        | —              | —           | 5.000        | Einzelnachweise                                                 |
| Vereinigte Staaten (RIAA)                                                                    | —            | 10× Gold10   | 93× Platin93   | 2× Diamant2 | 107.004.000  | riaa.com                                                        |
| Vereinigtes Königreich (BPI)                                                                 | 10× Silber10 | 13× Gold13   | 34× Platin34   | —           | 21.052.000   | bpi.co.uk                                                       |
| Insgesamt                                                                                    | 18× Silber18 | 207× Gold207 | 413× Platin413 | 4× Diamant4 |              |                                                                 |